# Rootshorga
Rootshorga är en kulle i Antarktis. Den ligger i Östantarktis. Norge gör anspråk på området. Toppen på Rootshorga är 2 722 meter över havet, eller 341 meter över den omgivande terrängen. Bredden vid basen är 4,2 km.
Terrängen runt Rootshorga är varierad. Trakten är obefolkad. Det finns inga samhällen i närheten. 